# Vüqar Aslanov (zapaśnik)
Vüqar Aslanov (ur. 20 marca 1976) – azerski zapaśnik walczący w stylu klasycznym. Olimpijczyk z Aten 2004, gdzie zajął siedemnaste miejsce w kategorii 74 kg.
Dziewiąty na mistrzostwach świata w 2003. Szósty na mistrzostwach Europy w 1997. Brązowy medalista akademickich MŚ w 1998. Mistrz świata juniorów w 1994 roku.